# ダニエル・ザモラ
ダニエル・ジェームズ・ザモラ（Daniel James Zamora, 1993年4月15日 - ）は、アメリカ合衆国カリフォルニア州サンバーナーディーノ郡ロマリンダ出身の元プロ野球選手（投手）。左投左打。

## 経歴

### プロ入り前
2012年のMLBドラフト27巡目（全体835位）でトロント・ブルージェイズから指名されたが、この時は契約せずにニューヨーク州立大学ストーニーブルック校へ進学した。

### プロ入りとパイレーツ傘下時代
2015年のMLBドラフト40巡目（全体1207位）でピッツバーグ・パイレーツから指名され、6月30日に契約。契約後、傘下のA-級ウェストバージニア・ブラックベアーズでプロデビュー。14試合に登板して1勝0敗2セーブ、防御率2.66、25奪三振を記録した 。
2016年はA級ウェストバージニア・パワーでプレーし、21試合に登板して3勝2敗1セーブ、防御率3.46、45奪三振を記録した。
2017年はまずA+級ブレイデントン・マローダーズでプレーし、37試合に登板して2勝4敗9セーブ、防御率1.86、61奪三振を記録した。8月にAA級アルトゥーナ・カーブへ昇格し、2試合に登板した。

### メッツ時代
2018年1月31日にジョシュ・スモーカーとのトレードで、ニューヨーク・メッツへ移籍した。この年マイナーでは傘下のAA級ビンガムトン・ランブルポニーズでプレーし、40試合（先発1試合）に登板して1勝1敗2セーブ、防御率3.48、69奪三振を記録した。8月17日にメッツとメジャー契約を結んでアクティブ・ロースター入りし、同日のフィラデルフィア・フィリーズ戦でメジャーデビュー。1.1回を無安打無失点に抑えた。8月22日のサンフランシスコ・ジャイアンツ戦では初ホールドを記録した。この年メジャーでは16試合に登板して1勝0敗、防御率3.00、16奪三振を記録した。
2019年は17試合に登板して0勝1敗、防御率5.19、8奪三振を記録した。
2020年は登板機会が無かった。
2021年5月21日にDFAとなった。

### マリナーズ時代
2021年5月22日にウェイバー公示を経てシアトル・マリナーズへ移籍した。傘下のAAA級タコマ・レイニアーズへ降格後の6月24日にDFAとなり、翌25日にマイナー契約となった（そのままAAA級タコマ所属。）。シーズン終了後の11月7日にFAとなった。
2024年4月、引退を表明した。

## 詳細情報

### 年度別投手成績
| 年 度    | 球 団    | 登 板 | 先 発 | 完 投 | 完 封 | 無 四 球 | 勝 利 | 敗 戦 | セ 丨 ブ | ホ 丨 ル ド | 勝 率 | 打 者 | 投 球 回 | 被 安 打 | 被 本 塁 打 | 与 四 球 | 敬 遠 | 与 死 球 | 奪 三 振 | 暴 投 | ボ 丨 ク | 失 点 | 自 責 点 | 防 御 率 | W H I P |
| -------- | -------- | ----- | ----- | ----- | ----- | -------- | ----- | ----- | -------- | ----------- | ----- | ----- | -------- | -------- | ----------- | -------- | ----- | -------- | -------- | ----- | -------- | ----- | -------- | -------- | ------- |
| 2018     | NYM      | 16    | 0     | 0     | 0     | 0        | 1     | 0     | 0        | 5           | 1.000 | 36    | 9.0      | 6        | 1           | 3        | 1     | 1        | 16       | 0     | 0        | 3     | 3        | 3.00     | 1.00    |
| 2019     | NYM      | 17    | 0     | 0     | 0     | 0        | 0     | 1     | 0        | 0           | .000  | 41    | 8.2      | 10       | 1           | 5        | 1     | 1        | 8        | 0     | 0        | 5     | 5        | 5.19     | 1.73    |
| 2021     | SEA      | 4     | 0     | 0     | 0     | 0        | 2     | 0     | 0        | 0           | 1.000 | 18    | 4.1      | 5        | 1           | 1        | 0     | 0        | 3        | 0     | 0        | 4     | 3        | 6.23     | 1.38    |
| MLB：3年 | MLB：3年 | 37    | 0     | 0     | 0     | 0        | 3     | 1     | 0        | 5           | .750  | 95    | 22.0     | 21       | 3           | 9        | 2     | 2        | 27       | 0     | 0        | 12    | 11       | 4.50     | 1.36    |

- 2021年度シーズン終了時

### 年度別守備成績
| 年 度 | 球 団 | 投手（P） | 投手（P） | 投手（P） | 投手（P） | 投手（P） | 投手（P） |
| 年 度 | 球 団 | 試 合     | 刺 殺     | 補 殺     | 失 策     | 併 殺     | 守 備 率  |
| ----- | ----- | --------- | --------- | --------- | --------- | --------- | --------- |
| 2018  | NYM   | 16        | 0         | 2         | 0         | 0         | 1.000     |
| 2019  | NYM   | 17        | 0         | 0         | 0         | 0         | ----      |
| MLB   | MLB   | 33        | 0         | 2         | 0         | 0         | 1.000     |

- 2020年度シーズン終了時

### 背番号
- 73（2018年 - 2019年）
- 62（2021年）